# Grumman F9F

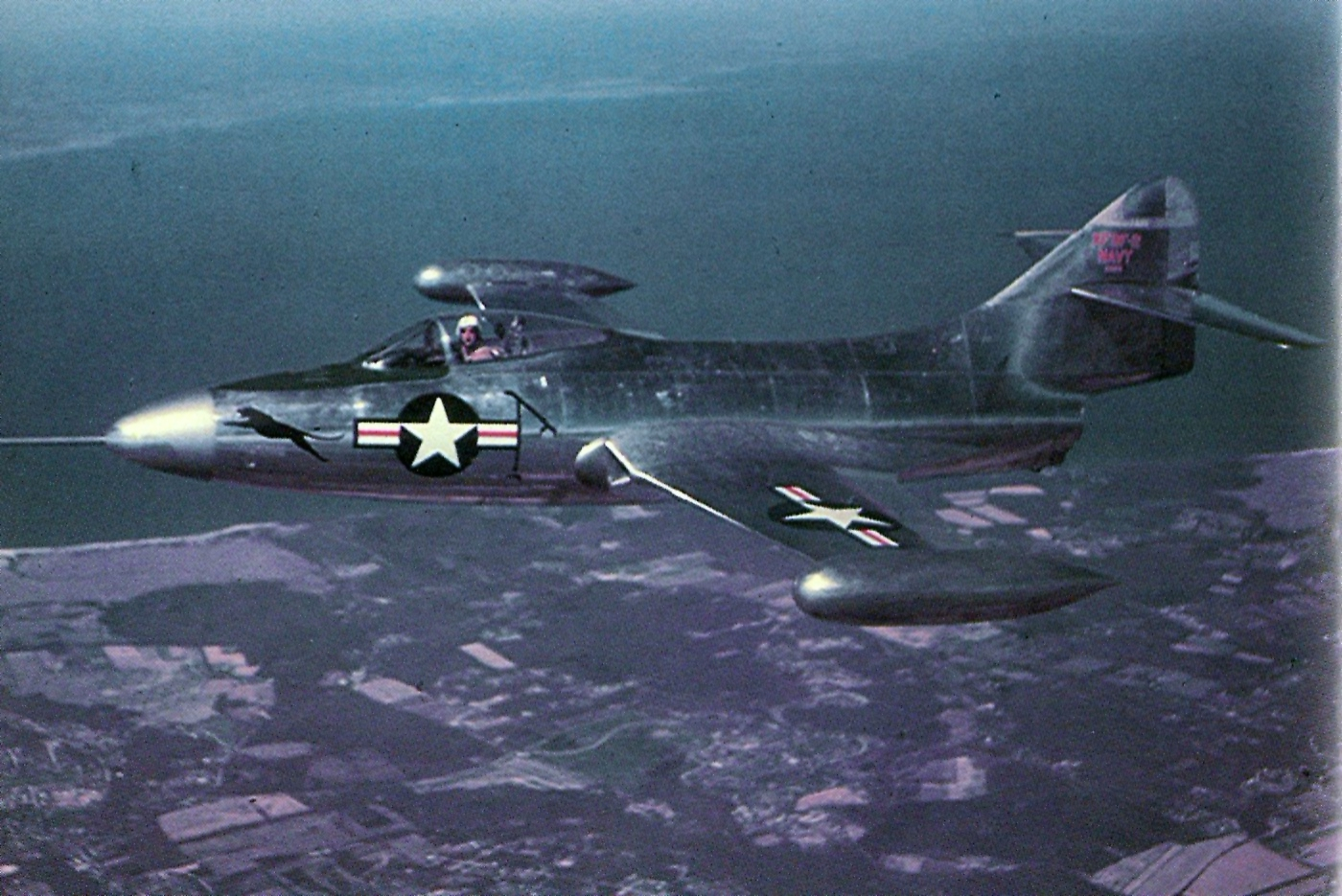
Prototyp XF9F-2, 1948

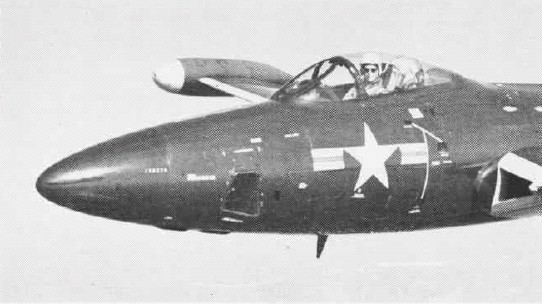
Aufklärer Grumman F9F-5P

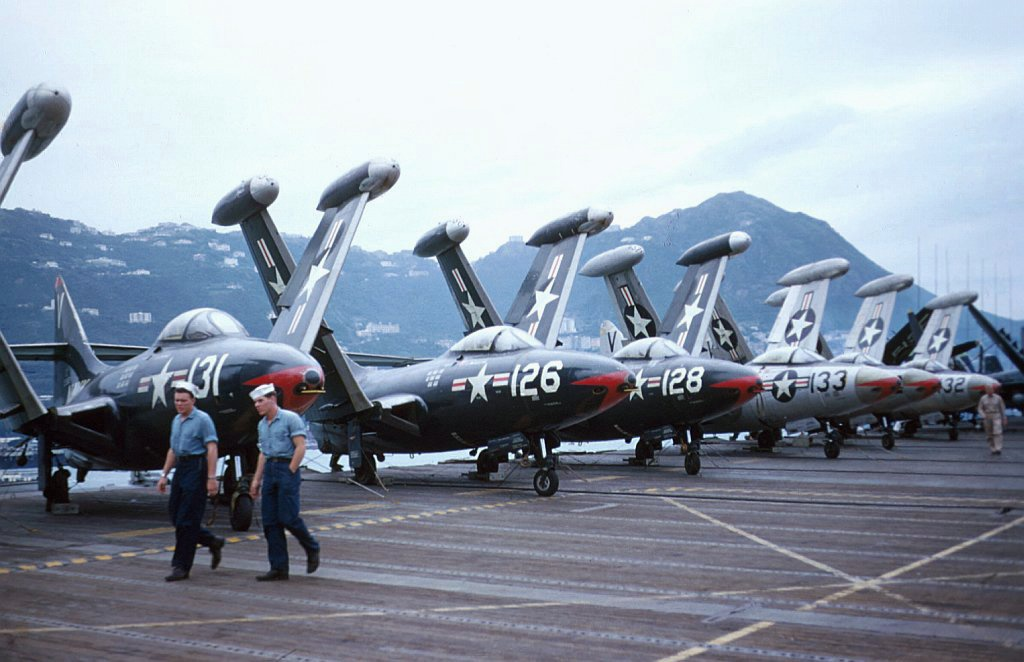
F9F-5 der Staffel VF-111 1953 auf der USS Lake Champlain

Die Grumman F9F „Panther“ war ein einstrahliger Jagdbomber des US-amerikanischen Herstellers Grumman. Sie wurde für die United States Navy entwickelt und war dort eines der ersten trägergestützten Jet-Muster. Anfang der 1950er-Jahre entwickelte Grumman eine Version mit gepfeilten Tragflächen, die F9F Cougar.

## Geschichte
Die Grumman F9F „Panther“ ging auf einen Entwurf zurück, den Grumman im Jahr 1946 dem Bureau of Aeronautics vorgelegt hatte. Im September 1946 wurden drei Prototypen bestellt, die das britische Strahltriebwerk Rolls-Royce Nene erhalten sollten. Der Erstflug der „Panther“ fand am 24. November 1947 statt. Im Februar 1948 bekamen die Prototypen Zusatztanks an den Flächenenden, die später zum Standard wurden. Im Oktober 1948 wurde eine Erprobung der Trägertauglichkeit durchgeführt. Ab Mai 1949 wurde diese Maschine in Serie gefertigt. Dieses Flugzeug war der meistgeflogene Marinejäger im Koreakrieg. Nach der Ausmusterung wurden einige Maschinen zu Zieldrohnen umgebaut.

## Versionen
XF9F-1Ursprünglicher Entwurf mit vier Westinghouse-J30-Triebwerken, nicht gebaut.
F9F-2Version mit Pratt & Whitney J42-P-6 (Lizenzversion des Rolls-Royce Nene). 567 Flugzeuge gebaut (ohne umgebaute F9F-3, insgesamt 621).
F9F-2PUnbewaffneter Aufklärer, der in Korea eingesetzt wurde; Umbau einiger F9F-2.
F9F-3Version mit einem Allison J33-A-8-Triebwerk, 54 Flugzeuge gebaut, alle wurden aber wegen Unzuverlässigkeit des Triebwerks zu F9F-2 umgerüstet.
F9F-4Version mit einem Allison J33-A-16 mit 3.152 kg Schub. Die meisten F9F-4 wurden wegen Triebwerksschwierigkeiten als F9F-5 fertiggestellt. 109 Flugzeuge gebaut.
F9F-5Diese Version entsprach weitgehend F9F-4, wurde aber mit einem Pratt & Whitney-J48-P-6-Triebwerk (vom Rolls-Royce Tay abgeleitet) ausgerüstet, 616 Maschinen gebaut.
F9F-5Punbewaffneter Aufklärer mit Bugkameras, 36 gebaut.
F9F-5KUmbau von F9F-5 zu unbemannten Drohnen.
F9F-5KDUmbau von F9F-5 zu Drohnenkontrollflugzeugen, nach 1962 als DF-9E bezeichnet.

## Produktion
Abnahme der Grumman Panther durch die US Navy:
| Version | 1949 | 1950 | 1951 | 1952 | SUMME |
| ------- | ---- | ---- | ---- | ---- | ----- |
| F9F-2   | 99   | 270  | 198  |      | 567   |
| XF9F-3  | 1    |      |      |      | 1     |
| F9F-3   | 52   |      |      |      | 52    |
| F9F-4   |      | 1    | 72   | 36   | 109   |
| F9F-5   |      |      | 212  | 405  | 619   |
| F9F-5P  |      |      | 4    | 32   | 36    |
| SUMME   | 152  | 271  | 406  | 473  | 1.384 |

## Nutzer
Argentinien
- Argentinien

 Vereinigte Staaten
- United States Navy
- United States Marine Corps

## Technische Daten

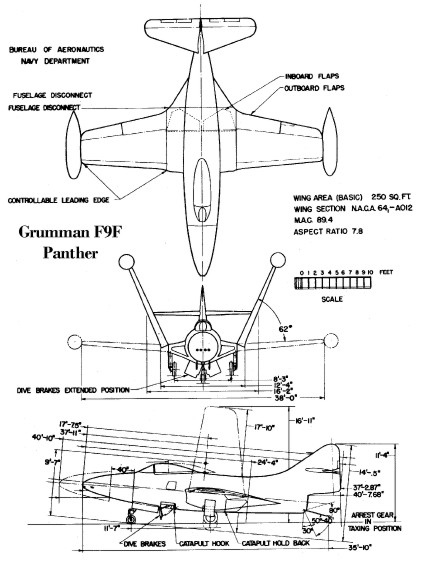
Dreiseitenriss einer F9F Panther

| Kenngröße             | Daten der Grumman F9F-5 Panther                                          |
| --------------------- | ------------------------------------------------------------------------ |
| Typ                   | trägergestützter Jagdeinsitzer                                           |
| Länge                 | 11,84 m                                                                  |
| Spannweite            | 11,58 m                                                                  |
| Höhe                  | 3,73 m                                                                   |
| Flügelfläche          | 23,23 m²                                                                 |
| Flügelstreckung       | 5,8                                                                      |
| Leermasse             | 4.603 kg                                                                 |
| max. Startmasse       | 8.492 kg                                                                 |
| Triebwerk             | ein Strahltriebwerk Pratt & Whitney J-48-P-6A mit 2.835 kg Schub         |
| Höchstgeschwindigkeit | 932 km/h                                                                 |
| Marschgeschwindigkeit | 774 km/h                                                                 |
| Dienstgipfelhöhe      | 13.045 m                                                                 |
| Reichweite            | 2.092 km                                                                 |
| Bewaffnung            | vier 20-mm-Kanonen und zwei 454-kg-Bomben oder sechs 127-mm-HVAR-Raketen |